# Арамилка
Арамилка — река в России, протекает по Сысертскому району Свердловской области. Река вытекает из осушенного болота к юго-западу от посёлка Шабровского. Устье реки находится в городе Арамили, в 551 км по правому берегу реки Исети. Длина реки Арамилки составляет 32 км. Количество притоков протяжённостью менее 10 км — 8, их общая длина составляет 12 км. На реке организовано несколько небольших прудов.

## Этимология
По данным Е. М. Поспелова гидроним Арамилка (Арамиль) имеет тюркское происхождение и восходит к татарскому слову Арямале со значением «урёмный», то есть «река с поймой, заросшей лиственным лесом, кустарником, лугами, тростником». По названию реки было образованно название населённого пункта Арамиль.

## Данные водного реестра
По данным государственного водного реестра России, Арамилка относится к Иртышскому бассейновому округу, водохозяйственный участок реки — Исеть от истока до города Екатеринбурга, речной подбассейн Тобола, речной бассейн Иртыша.
Код объекта в государственном водном реестре — 14010500512111200002783.

## Промысловое значение
Ввиду своей малой глубины, река не имеет промыслового значения.
Для любительской ловли в реке водится типичный для рек Среднего Урала видовой состав рыб: окунь, плотва (чебак), карась, уклейка, щука.

## Водоохранная зона
Согласно действующему законодательству, на р. Арамилка установлены следующие размеры водоохранных зон:
- Водоохранная зона — 100 метров.
- Прибрежная защитная полоса — 40-50 метров (в зависимости от уклона берегов).
- Береговая полоса общего пользования — 20 метров.